# Gammeqarfik
Gammeqarfik er den eneste skole i byen Aasiaat på Grønland.
Skolen ligger i byen Aasiaat, som er kommunens hovedby. Selv om skolen ligger i Vestgrønland amt har der også gået mange elever her fra Nordgrønland amt. Skolen blev officielt indviet 1. oktober 1956.
Skolen har 11 klassetrin, med til sammen ca. 40 klasser. Skolen 50-55 lærere, og har over 600 elever. Dette gør skolen til byens og kommunens største arbejdsplads.
Rektoren er Inuaraq Petersen (2007).
De andre to landsbyer i Aasiaat Kmmune har også hver sin bygdeskole Aadap Atarfia i Akunnaaq og Ole Reimerip Atuarfia i Kitsissuarsuit.
68°42′39″N 52°51′31″V / 68.7108°N 52.8586°V